# Look Up There
 (février 2012).
Si vous disposez d'ouvrages ou d'articles de référence ou si vous connaissez des sites web de qualité traitant du thème abordé ici, merci de compléter l'article en donnant les références utiles à sa vérifiabilité et en les liant à la section « Notes et références ».
Albums de Buckethead
Underground Chamber
(2011) Electric Sea
(2012)
Look Up There est le 34e album de Buckethead et le 5e volume de la série Buckethead Pikes. Il est sorti le 17 août 2011. Il n'est composé que de deux pistes de plusieurs minutes chacune qui peuvent être interprétées comme deux solos. 

## Liste des titres
| 1.    | Golden Eyes   | 10:51 |
| 2.    | Look up There | 21:38 |
| 32:29 |               |       |

## Personnel
- Produit par Dan Monti et Albert.
- Programmation et basse par Brewer.
- Pickings et basse par Buckethead
- Illustrations par Frankenseuss